# Campionati europei di atletica leggera 1978 - Marcia 20 km
La gara della marcia 20 km maschile si è tenuta il 30 agosto per le strade di Praga.

## Classifica finale
| Pos | Nome                   | Nazione          | Tempo     | Note |
| --- | ---------------------- | ---------------- | --------- | ---- |
| 1   | Roland Wieser          | Germania Est     | 1:23:11.5 | CR   |
| 2   | Pyotr Pochenchuk       | Unione Sovietica | 1:23:43.0 |      |
| 3   | Anatoliy Solomin       | Unione Sovietica | 1:24:11.5 |      |
| 4   | Boris Yakovlev         | Unione Sovietica | 1:24:27.9 |      |
| 5   | José Marín             | Spagna           | 1:24:38.1 |      |
| 6   | Maurizio Damilano      | Italia           | 1:24:57.5 |      |
| 7   | Hartwig Gauder         | Germania Est     | 1:25:15.7 |      |
| 8   | Roberto Buccione       | Italia           | 1:25:40.9 |      |
| 9   | Bohdan Bułakowski      | Polonia          | 1:25:56.8 |      |
| 10  | Bo Gustafsson          | Svezia           | 1:26:13.5 |      |
| 11  | Gérard Lelièvre        | Francia          | 1:26:42.3 |      |
| 12  | Alessandro Pezzatini   | Italia           | 1:26:44.2 |      |
| 13  | Juraj Benčík           | Cecoslovacchia   | 1:27:47.4 |      |
| 14  | Svetozár Blažek        | Cecoslovacchia   | 1:27:49.3 |      |
| 15  | Lucien Faber           | Lussemburgo      | 1:29:19.7 |      |
| 16  | Stanisław Rola         | Polonia          | 1:29:22.0 |      |
| 17  | Imre Stankovics        | Ungheria         | 1:29:33.3 |      |
| 18  | Štefan Petrík          | Cecoslovacchia   | 1:30:08.4 |      |
| 19  | Owe Hemmingsson        | Svezia           | 1:30:44.2 |      |
| 20  | Alfons Schwarz         | Germania Ovest   | 1:31:17.6 |      |
| 21  | Roger-George Mills     | Regno Unito      | 1:31:52.5 |      |
| 22  | Yancho Kamenov         | Bulgaria         | 1:32:08.9 |      |
| 23  | Erling Andersen        | Norvegia         | 1:32:13.0 |      |
| 24  | Alf Brandt             | Svezia           | 1:32:41.7 |      |
| 25  | Brian Adams            | Regno Unito      | 1:33:08.2 |      |
| 26  | Amos Seddom            | Regno Unito      | 1:34:17.8 |      |
| 27  | Knut Arne Strømøy      | Norvegia         | 1:36:01.9 |      |
|     | Dominique Guebey       | Francia          | DNF       |      |
|     | Karl-Heinz Stadtmüller | Germania Est     | DQ        |      |